# Pötritzer Sumpf

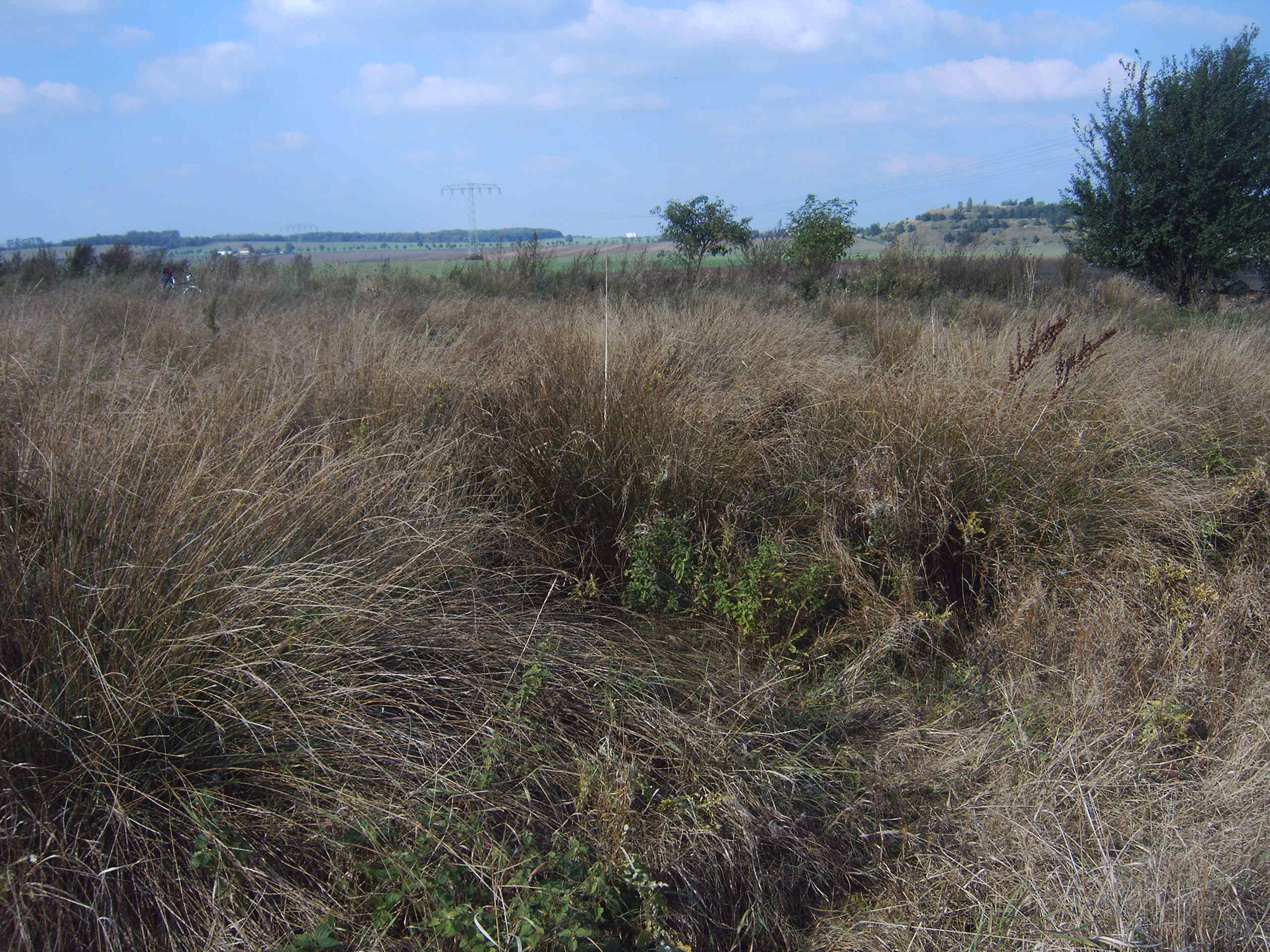
Pötritzer Sumpf, im Hintergrund Sohlener Berge (links) und Wellenberge (rechts)

Der Pötritzer Sumpf ist ein kleiner Sumpf im Magdeburger Stadtteil Westerhüsen.
Das Feuchtgebiet umfasst lediglich eine Fläche von circa 1.000 m². Es ist von landwirtschaftlich genutzten Flächen umgeben. Nördlich verläuft ein Feldweg der aus Richtung des westlich gelegenen Frohser Bergs nach Osten führt.
Der Name des Sumpfs geht auf die weiter östlich gelegene Wüstung Pötritz zurück. Ursprünglich soll die Ausdehnung des Sumpfs deutlich größer gewesen sein und vor allem auch nördlich gelegene Flächen umfasst haben. Dieses Gebiet wurde jedoch zur Gewinnung von Ackerland durch Anlage des Pfingstwiesengraben entwässert.
Im Sumpf wachsen für Feuchtgebiete typische Pflanzen wie Rohrkolben (Typha). Noch in einem Bericht aus der ersten Hälfte des 20. Jahrhunderts werden auch Sumpfweiden beschrieben.